# 三神良三
三神 良三（みかみ りょうぞう、1909年（明治42年）5月31日 - 1992年（平成4年）4月20日）は、日本の実業家、経営評論家。

## 生涯
山梨県生まれ。1933年早稲田大学経済学科卒。東宝劇場に入り、日劇支配人、大東亜会館支配人。1947年東京會舘取締役総支配人、50年常務、61年社長、70年取締役、73年顧問。1966年世界貿易会館社長。有楽書房社長。俳句も詠んだ。

## 著書
- 『丸の内夜話』新文明社 1957
- 『成功するビジネスマン 使われる人から使う人になる秘訣』実業之日本社 1958
- 『充実する人生 ビジネスマンの生活戦術』ダイヤモンド社 1959
- 『若い履歴書』実業之日本社 1959
- 『旅とつり』有楽書房 1960
- 『新樹 三神良三句集』有楽書房 1961
- 『新東京立志伝』実業之日本社 1961
- 『成功する人間関係』実業之日本社 1962
- 『ビジネスマン自己開発』実業之日本社 実日新書 1963
- 『風薫る 三神良三句集』有楽書房 1965
- 『考えるビジネスマン』実業之日本社 実日新書 1969
- 『経営をささえる哲学 激動期の危機をはね返す』大和書房 ダイワブックス 1969
- 『情報時代の人生設計』ダイヤモンド社 1969
- 『こんなヒトなら幹部になれる』実業之日本社 実日新書 1971
- 『その場主義 いま勝つ者の主義』日本経営出版会 Qブックス 1972
- 『変革期を乗り切る知恵』実業之日本社 実日新書 1972
- 『成功する管理職入門』アロー出版社 1973
- 『老荘人間の誕生 多面的人生論のすすめ』東京スポーツ新聞社 1973
- 『曲線思考 自己を強運に導くテクニック』平安書店 1974
- 『頭のいい人は成功しない 考えすぎるから失敗する』日新報道 1975
- 『課長の人間学』日本経営者団体連盟弘報部 1975
- 『社長心得帖』広済堂出版 1975
- 『学歴のない人ほど成功する 新・学歴無用論 知識だけではヒントもアイデアも生まれない』日新報道 1976
- 『死中に活を求める 不確定時代を生き抜く男の条件』日本実業出版社 1976
- 『不確定時代の部課長の条件』日本経営者団体連盟弘報部 1976
- 『幹部になる条件 抜きんでる発想・能力・識見をどう身につけるか』日本実業出版社 1977
- 『叱り方・ほめ方の人間学』日本経営者団体連盟弘報部 第一線監督者自己啓発シリーズ 1977
- 『人づきあいの悪い人は成功しない 人間関係の10戒・10備』日新報道 1977
- 『課長の経営学 減量人事に生きのこる』電波新聞社 1978
- 『雇用革命にどう対応するか 人生多角経営の勧め』実務教育出版 1978
- 『社長とつきあう法教えます タイプ別 頭角をあらわすための知的処世術』日新報道 1978
- 『組織とつき合う法 要領の悪い人へ』産業能率短期大学出版部 1978
- 『知的武装の論理 解決より発見の時代』青也書店 1978
- 『ユニークな人だけが成功する』青也書店 1978
- 『悪運の論理』産業能率大学出版部 1979
- 『明日に挑戦する部課長学 先見力と交渉力』日本経営者団体連盟弘報部 1979
- 『決断の時代』ジャテック出版 1979
- 『統率力の時代 ビジネスマンのリーダーシップ』PHP研究所 1979　のち文庫
- 『引きぎわの下手な人は成功しない マイナスをプラスにかえる曲線思考』ジャテック ブックス 1979
- 『自由奔放の哲学 ビジネスマンよ、組織を超えろ!』PHP研究所 1980
- 『人を自由自在にあやつる本 現代流「揣摩」の術』ダイヤモンドセールス編集企画 1980
- 『アイデア商法の天才小林一三に学ぶ』実業之日本社 1981
- 『緊張の時代の経営戦略 先人に学ぶ運と才覚』実業之日本社 1981
- 『交渉の人間学』日本経営者団体連盟弘報部 1981
- 『中国式人物鑑別法』PHP研究所 1981　のち文庫
- 『ビジネスリーダー魅力の構造』PHP研究所 1981
- 『逆境に克った九人の男』講談社 1982
- 『人間的魅力の研究』日本経営者団体連盟弘報部 1982
- 『ビジネスリーダーの名言にみる統率の原理 指導者は何を語るべきか』PHP研究所 1982
- 『逆境を乗り切る経営者魂 実業界王者にその道を学ぶ』日本経営者団体連盟弘報部 1983
- 『現代流「呉子」の読み方 組織と人間関係の中国兵法』PHP研究所 1983
- 『小林一三・独創の経営 常識を打ち破った男の全研究』PHP研究所 1983
- 『先見力の養い方 一歩先の流れを読みとるリーダーの着眼』実務教育出版 1983
- 『男の決断61の成功法則 あらゆる状況で成功を勝ちとるこの行動学』ロングセラーズ ムックの本 1984
- 『情と厳の管理学 財界大物たちの"人使いの妙"哲理』ダイヤモンドセールス編集企画 1984
- 『若者の意欲を引き出す曲線思考的統率法』日本経営者団体連盟弘報部 1984
- 『先見力の磨き方 日本的思考法はどこが弱いのか 歴史と民族の知恵に学ぶ』PHP研究所 1985
- 『いまの人は商売を知らない 「阪急」の創始者小林一三の発想』経済界 1988
- 『人を育てるほめ方・叱り方』日本経営者団体連盟広報部 1988
- 『現代に生かす諸葛孔明の知恵と戦略』大陸書房 1989

## 注
1. ↑  『人物物故大年表』
2. ↑  『現代日本人名録』1987年